# Эльбрус-2С+
Эльбрус-2С+ — российский гибридный микропроцессор фирмы МЦСТ, содержащий 2 основных ядра с архитектурой «Эльбрус», работающих на частоте 500 МГц, и 4 дополнительных ядра встроенного цифрового сигнального процессора с архитектурой Мультикор.
Изначально производился на фабрике TSMC в Синьчжу, Тайвань, но в конце 2014 года появилась модификация Эльбрус-2СМ (проектное название: Эльбрус-1С) без блока DSP, адаптированная для производства на фабрике «НИИМЭ и Микрон» в Зеленограде.
На 2021 год, процессор более недоступен к заказу.

## Технические характеристики
|    | | Эльбрус-2C+                          | Эльбрус-2CМ     |
| 1  | Технологический процесс | 90 нм                                | 90 нм           |
| 2  | Тактовая частота | 500 МГц                              | 300 МГц         |
| 3  | Число ядер архитектуры Эльбрус Число ядер DSP (Elcore-09) | 2 4                                  | 2 0             |
| 4  | Пиковая производительность микросхемы (ядра CPU + ядра DSP) 64 разряда, GIPS 64 разряда, GFlops 32 разряда, GIPS 32 разряда, GFlops 16 разрядов, GIPS                                   | 20 + 2 8 + 0 33 + 16 16 + 12 43 + 48 | 12 4,8 19,8 9,6 |
| 5  | Кэш-память команд (на ядро), КБ | 64                                   | 64              |
| 6  | Кэш-память данных (на ядро), КБ | 64                                   | 64              |
| 7  | Кэш-память второго уровня (на ядро), МБ | 1                                    | 1               |
| 8  | Встроенная память DSP (на ядро DSP), КБ | 128                                  |                 |
| 9  | Пропускная способность шины связи с кэш памятью, ГБ/с | 16                                   |                 |
| 10 | Пропускная способность шин связи с оперативной памятью, ГБ/с | 12,8                                 |                 |
| 11 | Количество каналов межпроцессорного обмена Пропускная способность канала межпроцессорного обмена, ГБ/с Количество каналов ввода-вывода Пропускная способность канала ввода-вывода, ГБ/с | 3 4 2                                | 3 4 2           |
| 12 | Площадь кристалла, мм2 | 289                                  | 319             |
| 13 | Количество транзисторов | 368 млн                              | 300 млн         |
| 14 | Количество слоев металла | 9                                    |                 |
| 15 | Тип корпуса / количество выводов | HFCBGA 1296                          | HFCBGA 1296     |
| 16 | Размеры корпуса | 37,5х37,5 мм                         |                 |
| 17 | Напряжение питания, В | 1,0 / 1,8 / 2,5                      | 1,2 / 1,8 / 2,5 |
| 18 | Средняя рассеиваемая мощность | ~25 Вт                               | ~20 Вт          |
| 19 | Производитель | TSMC (Тайвань)                       | Микрон (Россия) |

## Применение
По мнению разработчиков, основной сферой применения процессора Эльбрус-2С+ будут являться системы цифровой интеллектуальной обработки сигнала — радары, анализаторы изображений и т. п.
МЦСТ в сотрудничестве с компанией Kraftway произвела пилотную партию моноблочных компьютеров «КМ-4» на основе материнской платы «Монокуб», предназначенных для использования в качестве офисных автоматизированных рабочих мест для выполнения широкого круга задач.